# 애덤 G. 세버니
애덤 G. 서바니(Adam G. Sevani, 1992년 6월 29일 ~ )는 미국의 무용가, 배우이다.

## 출연 작품

### 영화
- 스텝업 2: 더 스트리트 (2008)
  - 스텝업 3D (2010)
  - 스텝업 4: 레볼루션 (2012)
  - 스텝 업: 올 인 (2014)
- LOL (2012)